# Puskár
Puskár (hindiül: पुष्कर angolul: Pushkar) kisváros Indiában, Rádzsasztán államban, Dzsaipurtól 140 km-re DNy-ra, illetve Ádzsmírtól közúton 15 km-re ÉNy-ra. Lakossága 15 ezer fő volt 2001-ben. 
Vonzereje a szent tó és az évenként rendezett állatvásár. Minden évben teliholdkor, Kártik hónapban (okt./nov.) zarándokok százezrei gyülekeznek, hogy megfürödjenek a szent tóban. A tó a hitük szerint akkor jött létre, amikor Brahma, a Teremtő lótuszvirágokat ejtett a földre. Ekkor tartják az egyik legnagyobb szarvasmarha- és tevepiacot az országban. A templomok, a hagymakupolás pavilonok és a tó északi partján sorakozó ghátaknál egész évben nagy a forgalom. Minden reggel és este csengettyűk és dobok hangja kíséri a hívőket fürdéskor a szent vízben. A víznek a hinduk a lelket minden bűntől megtisztító erőt tulajdonítanak. A hívő hinduk életükben egyszer elzarándokolnak ide. 

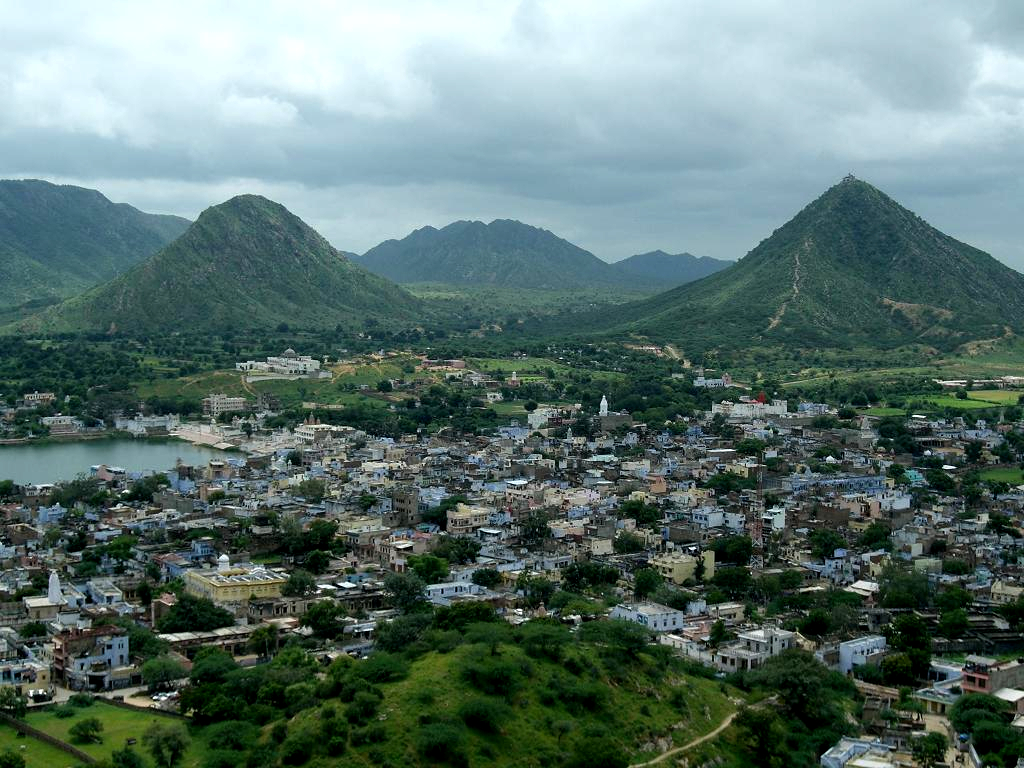
Puskár zöldben monszun idején

A puskári állatvásár idején a város szélén e célra felállított amfiteátrumban számos teve-, ló- és szamárversenyt rendeznek. A vásár két hete alatt az egyébként csendes kisvárosban ünnepi, karneváli nyüzsgés alakul ki. Óriáskerekek és szabadtéri színházak gondoskodnak a szórakoztatásról és az árusok kínálják a legkülönfélébb portékákat. 

## Fordítás
- Ez a szócikk részben vagy egészben  a   Pushkar című angol Wikipédia-szócikk fordításán alapul.  Az eredeti cikk szerkesztőit annak laptörténete sorolja fel. Ez a jelzés csupán a megfogalmazás eredetét és a szerzői jogokat jelzi, nem szolgál a cikkben szereplő információk forrásmegjelöléseként.